# Henri Lavedan
Henri Lavedan, nato Henri Léon Emile Lavedan (Orléans, 9 aprile 1859 – Parigi, 3 / 4 settembre 1940), è stato uno scrittore, commediografo e giornalista francese.

## Biografia

### L'infanzia, studi e giornalismo

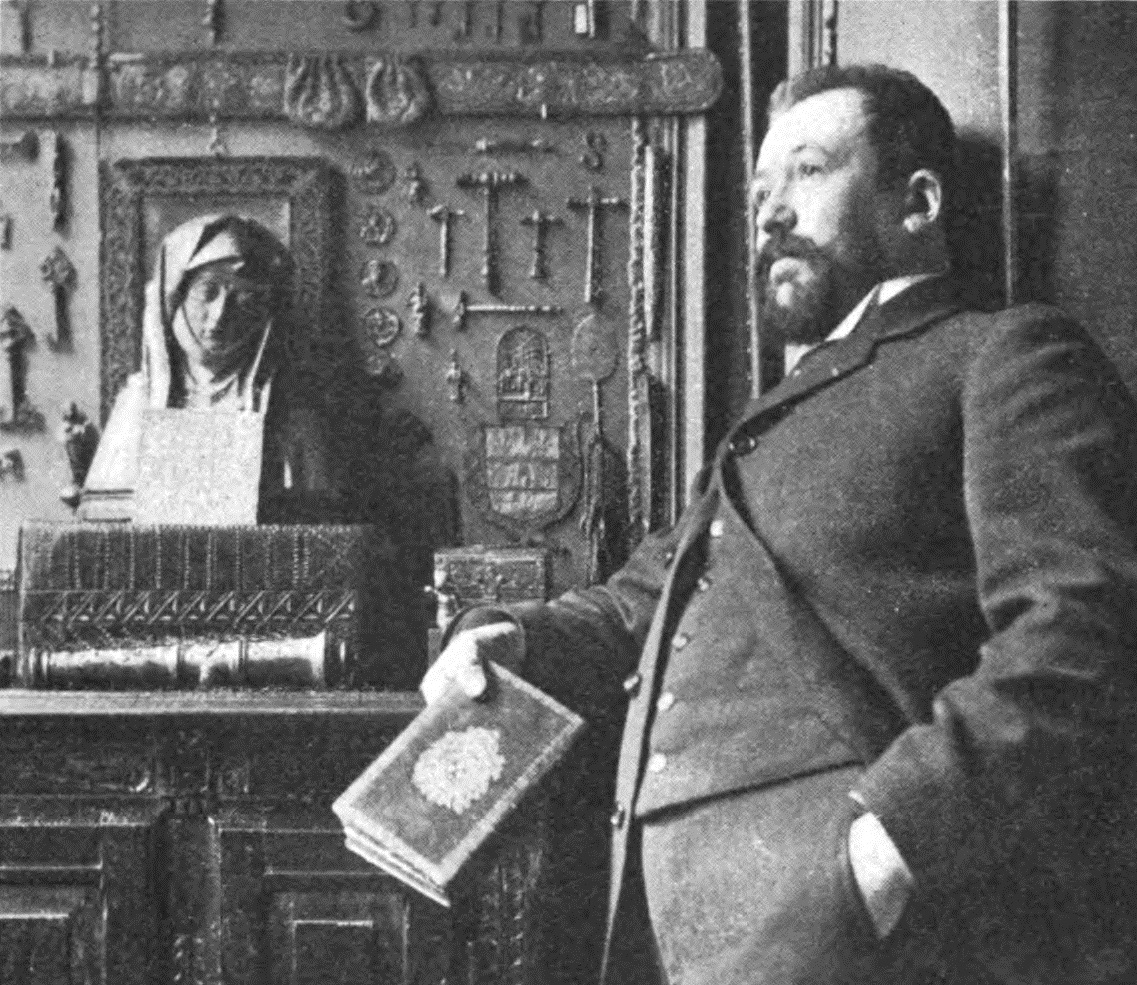
Henri Lavedan

Figlio del giornalista cattolico Léon Lavedan (1826–1904), direttore del giornale Correspondant, e di Céline Louise Estelle Leralle (1824–1904), Henri Lavedan studiò dapprima al seminario della Chapelle-Saint-Mesmin nel 1867, sotto la guida del vescovo d'Orléans Félix Dupanloup, poi durante i suoi studi universitari di giurisprudenza iniziò la carriera di giornalista come critico di costume, collaborando con Le Figaro, il Gil Blas e l'Écho de Paris.
I suoi articoli giornalistici furono raccolti nei libri La Haute (L'alto, 1909), Bon an, mal an (Buon anno, cattivo anno, 1908-1913), Les Grandes Heures (Grandi ore, 1915-1921), incentrati sulla derisione del mondo aristocratico.
Ai tempi dell'Affare Dreyfus, tra il 1894 e il 1906, si schierò dalla parte degli "antidreyfusardi", partigiani della sua colpevolezza.
L'otto dicembre 1898 fu membro accademico di Francia, in sostituzione di Henri Meilhac.
Fu nominato cavaliere il 31 dicembre 1892, ufficiale il 5 agosto 1907, poi comandante il 5 luglio 1913, della Legion d'onore.
Il 10 marzo 1898 sposò il soprano Mathilde Auguez.

### Il teatro, opere e pensiero letterario

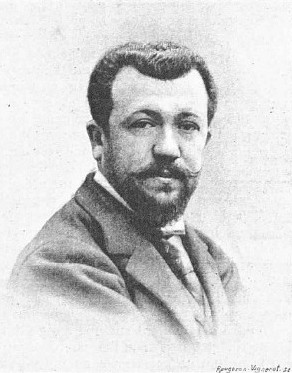
Henri Lavedan

Dal 1890, Lavedan si dedicò anche al teatro rappresentando Une famille (Una famiglia) alla Comédie-Française e due anni dopo Le Prince d’Aurec (Il principe Aurec, 1892), rinominato successivamente Les Descendants (I discendenti), al Théâtre du Vaudeville, basati sulla satira della nobiltà, che ottennero un grande successo.
La sua attività teatrale proseguì con Les Deux Noblesses (Le due nobiltà, 1894), Catherine (Caterina, 1897), Le Nouveau Jeu (Il nuovo gioco, 1898), Le Vieux Marcheur (Il vecchio camminatore, 1899), Le Marquis de Priola (Il marchese di Priola, 1902),  in cui cercò di attualizzare il personaggio di Don Giovanni, Varennes (1904) (in collaborazione con G. Lenôtre), Le Bon Temps (Il buon tempo, 1906), L’assassinat du duc de Guise (L'assassinio del Duca di Guisa, 1908). Molto apprezzato Le Duel (Il duello, 1905, Comédie-Française), approfondimento psicologico del rapporto tra due fratelli, oltre che delle relazioni e le differenze tra l'etica, le leggi dello Stato e la morale, le leggi della Chiesa.
Tutte queste opere si caratterizzarono per elementi duplici, come la brillantezza, la comicità, l'arguzia da un lato e la spiritualità, la serietà e l'incitamento al bene dall'altro, e rappresentano un importante documento dell'epoca. Lavedan ricevette sia critiche sia elogi e fu considerato un moralista da alcuni e da altri un autore di pochades satiriche.

### Il cinema e la narrativa

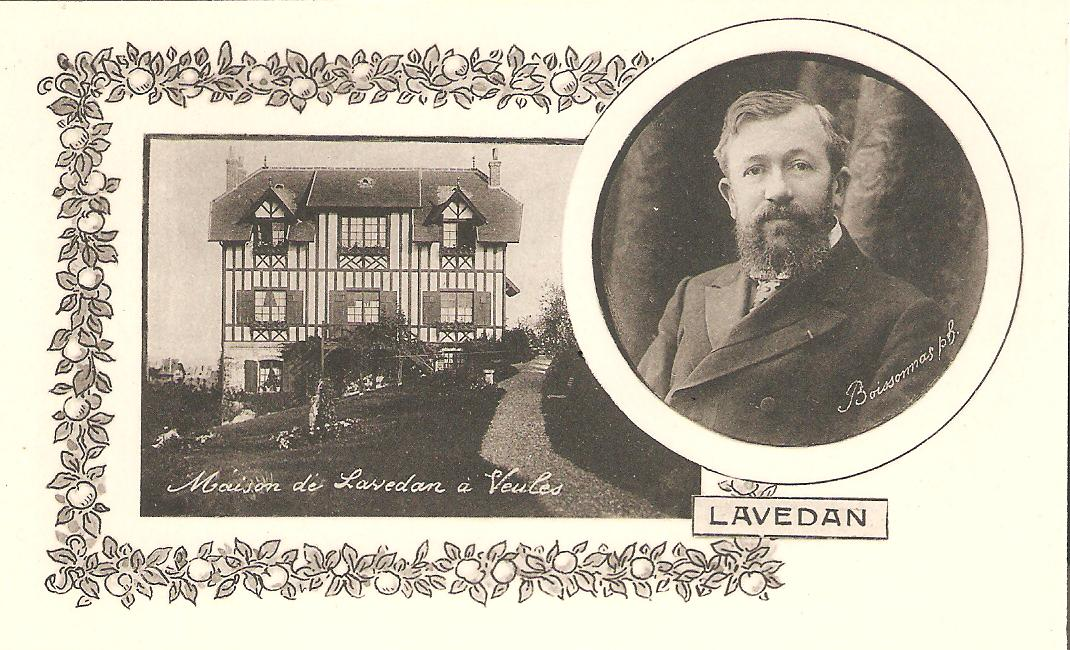
Henri Lavedan

Nel cinema francese degli inizi del XX secolo Lavedan si distinse con il soggetto dell'acclamato L’assassinat du duc de Guise (L'assassinio del Duca di Guisa, 1908), diretto da André Calmettes e Charles Le Bargy.
Dopo la prima guerra mondiale Lavedan abbandonò il teatro per riavvicinarsi alla narrativa, con il ciclo di romanzi in quattro volumi intitolato Le Chemin du Salut (La via della salvezza, 1920-1924), scrivendo un saggio storico su san Vincenzo de' Paoli, Monsieur Vincent aumonier des galères (Monsieur Vincent per combattere le galee, 1928), infine un libro di memorie Avant l'oubli (Prima di dimenticare, 1933-1938).

### La morte
Henri Lavedan morì a Parigi il 3 o il 4 settembre 1940 ed è sepolto nel cimitero di Père-Lachaise (XIX divisione).

## Opere principali

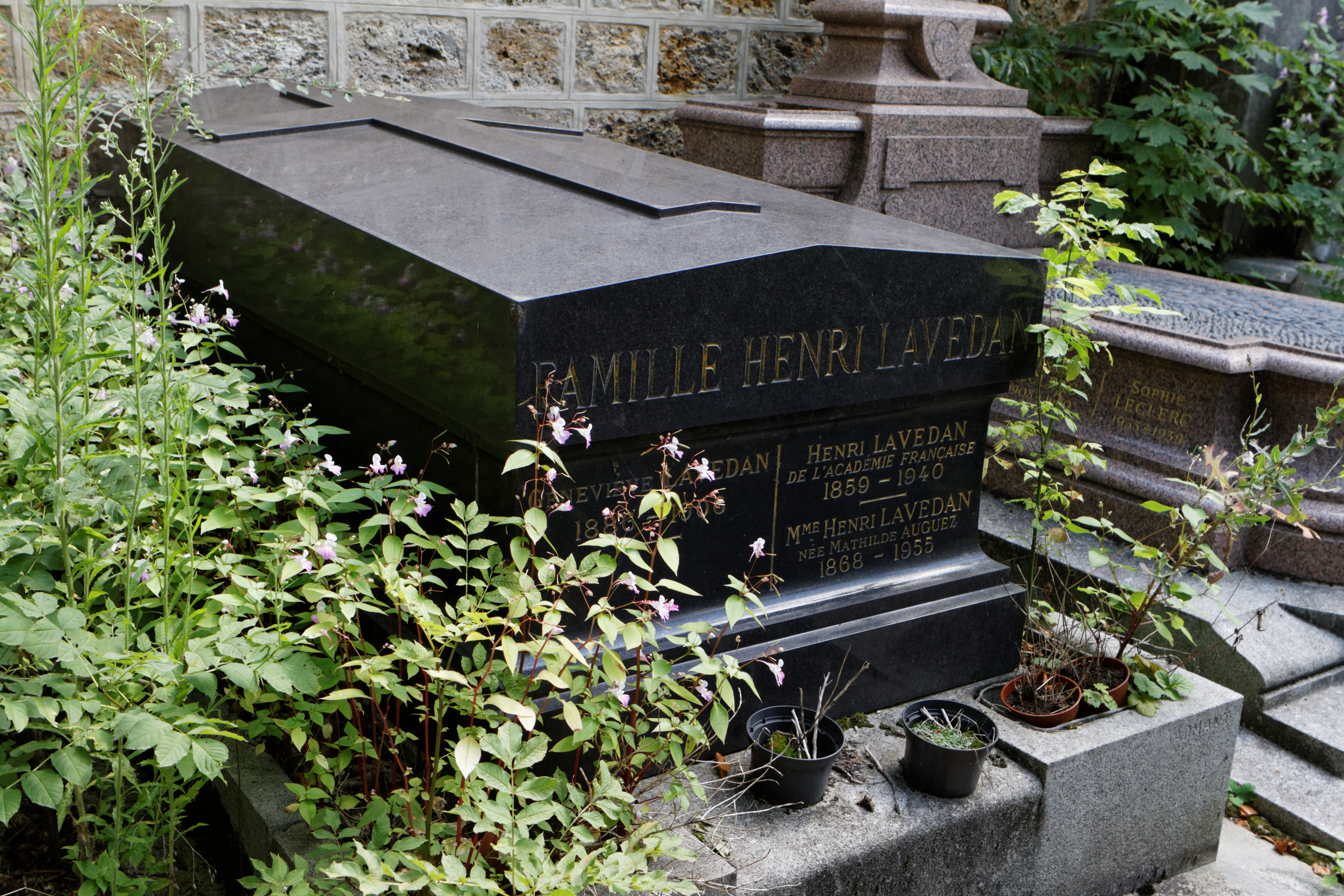
Tomba di Henri Lavedan

- 1885 : Mam’zelle Vertu, Flammarion;
- 1887 : Lydie;
- 1888 : Inconsolables;
- 1890: Une famille, commedia in quattro atti, rappresentata in anteprima il 17 maggio 1890 alla Comédie-Française;
- 1891 : Vol-au-vent, racconto pubblicato in Gil Blas;
- 1891: Nocturnes, Ernest Kolb & Calmann-Lévy;
- 1892: Premiers craquements, racconto pubblicato in Gil Blas;
- 1892: Le Prince d'Aurec, vaudeville in tre atti, rappresentato in anteprima il 1º giugno 1892 al théâtre du Vaudeville, Calmann-Lévy;
- 1892: Le Nouveau Jeu, romanzo di dialogo, poi commedia in cinque atti, rappresentata in anteprima l'8 febbraio 1898 al théâtre des Variétés, Fayard & Flammarion, Kolb;
- 1893 : Leur cœur;
- 1893: Une Cour, Kolb & Calmann-Lévy;
- 1894: Je l'ai promis à Gertrude, racconto pubblicato in Gil Blas;
- 1894: Le Lit;
- 1894: Leur Beau Physique, serie di venti scenette, Ernest Kolb & Calmann-Lévy;
- 1894: Les Deux Noblesses, commedia in tre atti, rappresentata in anteprima il 14 aprile 1894 al Teatro dell'Odéon, Calmann-Lévy;
- 1895 : Les Marionnettes, serie di undici scenette, Calmann-Lévy & Arthème Fayard & Flammarion;
- 1895: Leurs bêtes, serie di cinque scenette, Calmann-Lévy;
- 1895: Le Vieux Marcheur, romanzo di dialogo, poi commedia in cinque atti, rappresentata in anteprima il 3 marzo 1899 al théâtre des Variétés, Calmann-Lévy & Flammarion
- 1895: Viveurs, pièce in quattro atti, rappresentata in anteprima il 20 novembre 1895 al théâtre du Vaudeville, Arthème Fayard & Flammarion;
- 1896 : Leurs sœurs, serie di studi su ragazze e donne;
- 1896: Les Petites Visites, Calmann-Lévy;
- 1897: Les Jeunes ou l'Espoir de la France, Calmann-Lévy & Flammarion;
- 1897: Catherine, commedia in quattro atti, rappresentata in anteprima alla Comédie-Française, Flammarion;
- 1897: La Valse, serie di sei racconti, il primo è intitolato  La Valse , Calmann-Lévy;
- 1897: Les Départs, serie di nove scenette sul tema della partenza, Calmann-Lévy;
- 1898: Les Beaux Dimanches, serie di quindici racconti, Calmann-Lévy;
- 1900 : Servir, pièce in due atti, rappresentata in anteprima l'8 febbraio 1913 al théâtre Sarah-Bernhardt, Flammarion;
- 1900: La Chienne du roi, pièce in un atto, rappresentata in anteprima l'8 febbraio 1913 al théâtre Sarah-Bernhardt, Flammarion;
- 1901 : Les Médicis;
- 1902: Le Marquis de Priola, pièce in tre atti, rappresentata in anteprima il 6 aprile 1902 alla Comédie-Française, Ernest Flammarion;
- 1902: C’est servi, serie di dieci scenette sul tema dell'alimentazione, Flammarion;
- 1904: Varennes, con G. Lenotre, pièce in sette atti, rappresentata in anteprima al théâtre Sarah-Bernhardt, Librairie universelle;
- 1905: Le Duel, pièce in tre atti en prose, rappresentata in anteprima il 17 aprile 1905 alla Comédie-Française, Librairie Paul Ollendorff & Albin Michel;
- 1906: Le Bon Temps, racconto, l'Illustration, Paul Ollendorff & Albin Michel;
- 1906: En visite, pièce in un atto, Molière;
- 1908: L’Assassinat du duc de Guise, romanzo e soggetto del film L'Assassinat du duc de Guise uscito nelle sale il 17 novembre 1908;
- 1908-1913: Bon an, mal an, sei serie di articoli, Librairie académique Perrin;
- 1909: Sire, pièce in cinque atti, rappresentata in anteprima il 22 novembre 1909 alla Comédie-Française, Albin Michel & Fayard;
- 1909: La Vie courante, Librairie des Annales;
- 1909: La Haute, serie di venti scenette sulla nobiltà, Calmann-Lévy;
- 1911 : Mon filleul, romanzo di dialogo, Pierre Lafitte & Albin Michel;
- 1911: Le Goût du vice, commedia in quattro atti, rappresentata in anteprima il 10 aprile 1911 alla Comédie-Française, L'Illustration & Albin Michel;
- 1912 : Leur cœur, romanzo, Albin Michel;
- 1915-1921: Les Grandes Heures, sei serie d’articoli, Librairie académique Perrin;
- 1916 : Dialogues de guerre, Arthème Fayard;
- 1917 : La Famille française, Librairie académique Perrin;
- 1920: La Belle Histoire de Geneviève, romanzo di dialogo, Société littéraire de France & Plon;
- 1920-1924: Le Chemin du salut, romanzo di cronaca, 7 vol., Plon Nourrit & Cie:
  - Irène Olette, 1 vol., 1920, Plon;
  - Gaudias, 2 vol., 1921, Plon;
  - Panteau, 2 vol., 1922, Plon;
  - Madame Lesoir, 2 vol., 1924, Plon;
- 1926 : La Puce et Gredine, Hachette;
- 1926: Le Vieillard, collezione Les âges de la vie, Hachette;
- 1927 : Monsieur Gastère, romanzo di dialogo, Plon;
- 1928: Monsieur Vincent, aumônier des galères, collezione Le roman des grandes existences, n.17, Plon;
- 1929 : En confidence, Spes;
- 1930 : De la Coupole aux lèvres, romanzo di dialogo, Albin Michel;
- 1932 : Bonne étoile, le drame de l'adoption, romanzo, Albin Michel;
- 1933: Volange, comédien de la foire 1756-1808, seguito da Les battus paient l'amende e da Janot chez le dégraisseur, Librairie Jules Tallandier;
- 1933-1938: Avant l’oubli, 4 vol., Plon:
  - Un enfant rêveur, 1 vol.;
  - Écrire, 1 vol.;
  - Les Beaux Jours, 1 vol.;
  - Les Beaux Soirs, 1 vol.;